# 利貝雷茨車站
利貝雷茨車站是捷克利貝雷茨的主要鐵路車站，啟用於1859年。車站在1900年改建。